# .bj
.bjは、国別コードトップレベルドメイン(ccTLD)の一つで、ベナンに割り当てられている。このドメインは、ベナン郵便・電気通信事務局によって運営されている。
ベナン（Benin）の国名には「j」が含まれていないが、.be（ベルギー）、.bn（ブルネイ）、.bi（ブルンジ）がすでに他の国に割り当てられていたため、「.bj」が割り当てられた。